# Ziya Halis
Ziya Halis (* 1948 in Zara, Provinz Sivas) ist ein türkischer Politiker der Cumhuriyet Halk Partisi (CHP), der Sosyaldemokrat Halkçı Parti (SHP) sowie der Eşitlik ve Demokrasi Partisi (EDP), der Mitglied der Großen Nationalversammlung sowie zeitweise Minister war.

## Leben
Ziya Halis begann nach dem Schulbesuch 1967 ein Studium an der Technischen Universität Istanbul ITÜ (İstanbul Teknik Üniversitesi) und schloss dieses 1972 als Bauingenieur ab. Im Anschluss begann er seine berufliche Laufbahn als Ingenieur bei der Staatlichen Wasserbehörde DSİ (Devlet Su İşleri) und war am Bau der Keban-Talsperre beteiligt. Nachdem er seinen Militärdienst als Reserveoffizier im Heer (Türk Kara Kuvvetleri) abgeleistet hatte, machte er sich 1975 selbständig und gründete in Sivas ein Projekt- und Ingenieurbüro. Er engagierte sich in verschiedenen Organisationen wie zum Beispiel als Vorsitzender des Verbandes der Techniker und Ingenieure TÜTED (Tüm Teknik Elemanlar Derneği) sowie in der Republikanischen Volkspartei CHP. Er gehörte zu den Unterzeichnern einer Erklärung von Intellektuellen gegen den Militärputsch vom 12. September 1980.
Bei der Parlamentswahl vom 29. Oktober 1987 kandidierte Halis für die Sozialdemokratische Populistische Partei SHP ohne Erfolg für ein Mandat in der Großen Nationalversammlung TBMM (Türkiye Büyük Millet Meclisi). Bei der darauf folgenden Parlamentswahl am 20. Oktober 1991 wurde er für die Provinz Sivas zum Mitglied der Großen Nationalversammlung gewählt. Auf dem außerordentlichen Parteitag der SHP im April 1992 wurde er zum Schatzmeister der Partei gewählt und bekleidete diese Funktion unter dem damaligen Parteivorsitzenden Erdal İnönü bis 1994.
Am 27. März 1995 wurde Ziya Halis zunächst als Staatsminister (Devlet Bakanı) in das erste Kabinett Çiller berufen und bekleidete dieses Amt bis zum 18. Juni 1995. Im Zuge einer Kabinettsumbildung löste er daraufhin am 18. Juni 1995 Aydın Güven Gürkan als Minister für Arbeit und soziale Sicherheit (Çalışma ve Sosyal Güvenlik Bakanı) ab und hatte diesen Posten bis zum 5. Oktober 1995 inne. Nachdem er 2001 aus der CHP ausgetreten war, wurde er am 13. März 2010 Gründungspräsident der Partei für Gleichstellung und Demokratie EDP (Eşitlik ve Demokrasi Partisi). Er trat von diesem Posten am 14. März 2011 zurück und wurde dann von Ferdan Ergut abgelöst.
Ziya Halis ist verheiratet und Vater zweier Kinder.